# BRDC International Trophy 1972
BRDC International Trophy 1972 je bila tretja neprvenstvena dirka Formule 1 v sezoni 1972. Odvijala se je 23. aprila 1972 na dirkališču Silverstone Circuit.

## Dirka
Modro ozadje označuje dirkače Formule 5000.
| Poz | Dirkač               | Konstruktor        | Krogi | Čas/Odstop. | Št. mesto |
| --- | -------------------- | ------------------ | ----- | ----------- | --------- |
| 1   | Emerson Fittipaldi   | Lotus-Ford         | 40    | 53:17.8     | 1         |
| 2   | Jean-Pierre Beltoise | BRM                | 40    | + 1.8 s     | 3         |
| 3   | John Surtees         | Surtees-Ford       | 40    | + 10.8 s    | 4         |
| 4   | Denny Hulme          | McLaren-Ford       | 40    | + 40.5 s    | 10        |
| 5   | Peter Revson         | McLaren-Ford       | 40    | + 42.3 s    | 5         |
| 6   | Peter Gethin         | BRM                | 40    | + 52.5      | 2         |
| 7   | Graham Hill          | Brabham-Ford       | 40    | + 57.2 s    | 12        |
| 8   | Graham McRae         | Leda-Chevrolet     | 40    | + 1:12.3 s  | 9         |
| 9   | Gijs Van Lennep      | Surtees-Chevrolet  | 39    | + 1 krog    | 13        |
| 10  | John Cannon          | March-Rover        | 39    | + 1 krog    | 15        |
| 11  | Teddy Pilette        | McLaren-Chevrolet  | 39    | + 1 krog    | 16        |
| 12  | Steve Thompson       | Surtees-Chevrolet  | 38    | + 2 kroga   | 19        |
| 13  | Clive Santo          | McLaren-Chevrolet  | 37    | + 3 krogi   | 20        |
| 14  | David Prophet        | McLaren-Chevrolet  | 34    | + 6 krogov  | 21        |
| 15  | Alan Rollinson       | Surtees-Chevrolet  | 33    | + 7 krogov  | 14        |
| Ods | Mike Hailwood        | Surtees-Ford       | 30    | Pregrevanje | 6         |
| Ods | Henri Pescarolo      | March-Ford         | 22    | Pregrevanje | 7         |
| Ods | Ray Allen            | McLaren-Chevrolet  | 17    | Trčenje     | 17        |
| Ods | Martin Ridehalgh     | Lola-Chevrolet     | 9     | Motor       | 24        |
| Ods | Trevor Taylor        | Leda-Chevrolet     | 9     | Motor       | 22        |
| Ods | Gordon Spice         | Kitchmac-Chevrolet | 5     | Motor       | 18        |
| Ods | Jock Russell         | Lotus-Ford         | 2     | Sklopka     | 23        |
| DNS | Dave Walker          | Lotus-Ford         |       |             | 8         |
| DNS | Brian Redman         | McLaren-Chevrolet  |       |             | 11        |